# (12014) Bobhawkes
(12014) Bobhawkes (1996 VX15) – planetoida z grupy pasa głównego asteroid okrążająca Słońce w ciągu 3,7 lat w średniej odległości 2,39 j.a. Odkryta 5 listopada 1996 roku.